# Шимки (Мядельський район)
Шимки (біл. вёска Шымкі) — село в складі Мядельського району Мінської області, Білорусь. Село підпорядковане Мядзельській сільській раді, розташоване в північній частині області.